# Masalia albiseriata
Masalia albiseriata är en fjärilsart som beskrevs av Druce 1903. Masalia albiseriata ingår i släktet Masalia och familjen nattflyn. Inga underarter finns listade i Catalogue of Life.